# Advanced Daisenryaku 2001
Advanced Daisenryaku 2001 är uppföljaren till spelet Advanced Daisenryaku. Spelet utspelas under andra världskriget.